# Поронин (станция)
Поронин (пол. Poronin) — пассажирская и грузовая железнодорожная станция в деревне Поронин, в Малопольском воеводстве Польши. Имеет 2 платформы и 3 пути.
Промежуточная станция Линии № 99 Хабувка — Закопане Польских государственных железных дорог (PKP). Исторически — на железнодорожной линии, идущей от Кракова до Закопане, построенной в 1899 году, когда эта территория была в составе Австро-Венгрии. Станция открыта в 1899 году.
Согласно категоризации железнодорожных вокзалов Польши вокзал станции Поронин относится к категории «Местные вокзалы» («Dworce Lokalne»).
Вокзал открыт для пассажиров с 4:00 до 24:00 по местному времени.